# Kasteel van Girecourt-sur-Durbion
Het Kasteel van Girecourt-sur-Durbion (Frans: Château de Girecourt-sur-Durbion) is een kasteel in de Franse gemeente Girecourt-sur-Durbion. Het kasteel is een beschermd historisch monument sinds 1997.